# هوش تجاری چابک
 هوش تجاری چابک (BI) با  نگاهی به استفاده از توسعه نرم‌افزاری چابک، زمان ارزش آفرینی و اثربخشی پروژه‌های هوش تجاری در سازمان را به نسبت متدولوژی‌های سنتی کاهش می‌دهد و به سرعتِ تطبیق پروژه با تغییرات نیازمندی‌ها و بومی‌سازی آن کمک می‌کند. تیم‌های هوش تجاری و مدیران آن به کمک هوش تجاری چابک قادر خواهند بود تصمیمات بهتری در کسب و کار اتخاذ کنند و در نتیجه سریع تر اقدام مناسب را انجام دهند.

## هوش تجاری چابک
هوش تجاری چابک (BI) با نگاهی به استفاده از توسعه نرم‌افزاری چابک  برای پروژه‌های هوش تجاری زمان ارزش آفرینی و اثربخشی پروژه‌های هوش تجاری  در سازمان را به نسبت متدولوژی‌های سنتی کاهش می‌دهد و به سرعتِ تطبیق پروژه با تغییرات نیازمندی‌ها و بومی‌سازی آن کمک می‌کند. تیم‌های هوش تجاری و مدیران آن به کمک هوش تجاری چابک قادر خواهند بود تصمیمات بهتری در کسب و کار اتخاذ کنند و در نتیجه سریع تر اقدام مناسب را انجام دهند. متدولوژی چابک بر مبنای تکرارپذیری (دکتر غلامحسین مصائب برای Iterative واژه بارِست را معادل قرار دادند) عمل می‌کند. این روش برخلاف مدل سنتی آبشاری که فقط محصول نهایی ارائه میشد; این امکان را فراهم می‌کند تا ویژگی‌های جدید نرم‌افزار به کاربران نهایی زودتر  ارائه شود. در مدل چابک فاز نیازمندی‌ها و طراحی با فاز توسعه همپوشانی دارد، بنابراین با کوتاه‌تر شدن چرخه تولید نرم‌افزار، برنامه‌ریز انطباق پذیر، توسعه و تحویل تدریجی تکمیل شونده، رویکرد زمان‌های ثابت تکرار و سرعت و انعطاف‌پذیری در مقابل تغییرات، از ویژگی‌های برتری جویانه این روش است . هوش تجاری چابک کاربران کسب و کار و متخصصان فناوری اطلاعات را از طریق هزینه‌های تغییرات پایین، تشویق به متفاوت اندیشیدن در مورد داده هایشان می‌کند. با هوش تجاری چابک تمرکز بر روی حل آنیِ هر مسئله هوش تجاری نیست بلکه تمرکز بر روی تحویل قسمت به قسمت کارکردهای هوش تجاری در دوره‌های قابل مدیریت با مستندسازی و دوره‌های توسعه کوتاه‌تر است بسیاری از شرکت‌ها موفق به ارائه اطلاعات صحیح به مدیران کسب و کار در زمان مناسب نیستند. 

### تعریف
چابکی در هوش تجاری یک فرایند مستمر و تکرارپذیر است و در آن تولید یکباره صورت نمی‌گیرد. مدیران و رهبران همواره نیاز به اطلاعات دقیق و به موقع از سازمان‌های خود دارند که هوش تجاری این مهم را برآوره می‌سازد. هوش تجاری چابک با استفاده از متدولوژی چابک امکان توسعه سریع را فراهم می‌کند. روش‌های چابک یک راه مهم برای بهبود توسعه نرم‌افزارهای هوش تجاری نظیر داشبوردها، کارت امتیازی متوازن، گزارش‌ها و نرم‌افزارهای تحلیلی است.
"مرکز تحقیقات فارستر هوش تجاری چابک را به عنوان یک رویکرد همگرا و ترکیب‌کننده فرایندها، متدولوژی ها، ابزارها و تکنولوژی‌ها به منظور بهبود تطبیق‌پذیری و عکس العمل مناسب در مقابل تغییرات کسب‌وکار و نیازمندیهای رگولاتوری در تصمیم‌گیری‌های استراتژیک، تاکتیکی و عملیاتی، تعریف کرده‌است." با توجه به تحقیقات توسط آبردین گروه, سازمان‌هایی که بیشتر از توسعه هوش تجاری به روش چابک استفاده می‌کنند، محتملا فرایندهای تضمین‌کننده موفقیت در کسب و کار را خواهند داشت. موفقیت اجرای چابکی در هوش جاری  به شدت بستگی به مشارکت کاربر نهایی و "همکاری مداوم بین فناوری اطلاعات و کسب و کار" دارد.

## معیارهای کلیدی عملکرد
چارچوب بلوغ رده‌بندی آبِردن  از سه معیار کلیدی عملکرد برای تشخیص کارایی هوش تجاری در هر صنعت استفاده می‌کند:
1. در دسترس بودن به موقع اطلاعات مدیریت – فناوری اطلاعات باید بتواند اطلاعات درست و دقیق را به موقع به مدیران کسب و کار برای تصویب تصمیمات صحیح ارائه دهد. "این معیارِ اندازه‌گیری کارایی،در اختیار بودن اطلاعات در دوره‌هایی که می‌بایست اطلاعات به دست کاربر برسد را رصد می‌کند".
2. متوسط زمان مورد نیاز برای اضافه کردن یک ستون به یک گزارش موجود – گاهی اوقات برای دیدن اطلاعات موردنیاز، ستون‌های جدید باید به گزارش موجود اضافه شود. "اگر اطلاعات در زمان لازم برای پشتیبانی از تصمیم‌گیری در دسترس نباشد، اطلاعات هیچ ارزش مادی ندارد. این معیار اندازه‌گیری، کل زمان سپری شده مورد نیاز برای تغییر یک گزارش موجود را با اضافه کردن یک ستون اندازه‌گیری می‌کند".
3. متوسط زمان مورد نیاز برای ایجاد یک داشبورد جدید – این معیار اندازه‌گیری،  زمان مورد نیاز برای دسترسی به هر اطلاعات جدید یا به روزرسانی را بررسی می‌کند و کل زمان سپری شده مورد نیاز برای ایجاد یک داشبورد جدید را اندازه‌گیری می‌کند.

## پنج مرحله برای هوش تجاری چابک
Bruni در مقاله خود با عنوان  Five Steps to Agile BI پنج عنصر را نشان می‌دهد که محیط سازمانی هوش تجاری چابک را ارتقا می‌دهند.
1. متدولوژی توسعه چابک – "نیاز به چابکی، فرایند تکرار شونده که زمان ارائه نیازهای هوش تجاری بازار را با کوتاه کردن جرخه‌های توسعه، کاهش می‌دهد..
2. متدولوژی مدیریت پروژه چابک – برنامه‌ریزی مستمر و اجرا. برنامه‌ریزی در ابتدای هر دوره انجام می‌شود، نه مانند پروژه‌های سنتی یک بار در ابتدای پروژه . در پروژه چابک، محدوده را می‌توان هر زمانی در طول مرحله توسعه تغییر داد.
3. زیرساخت چابک – سیستم باید قابلیت مجازی‌سازی و مقیاس‌پذیری افقی را داشته باشد. این موضوع باعث انعطاف‌پذیری تغییرات راحت در سطح زیرساخت می‌شود و می‌تواند مدل  استخراج, تبدیل, بار, (ETL) را در زمان مناسب به روز نگاه دارد.
4. فضای ابری و هوش تجاری چابک – بسیاری از سازمان‌ها اکنون در حال استفاده از فناوری فضای ابری له دلیل جایگزینی ارزان تر برای ذخیره و انتقال داده‌ها هستند. شرکت‌هایی که در مراحل ابتدایی خود از اجرای هوش تجاری چابک استفاده می‌کنند باید فناوری فضای ابری را در نظر بگیرند زیرا سرویس‌های فضای ابری اکنون می‌توانند از نرم‌افزار BI و ETL در ابر پشتیبانی کند.
5. فناوری اطلاعات سازمان و هوش تجاری چابک – برای دستیابی به چابکی و حداکثر اثربخشی، نه تنها تیم فناوری اطلاعات باید با کسب و کار ارتباط برقرار کند، بلکه باید به مشکلات تجاری نیز توجه کند و یک تیم قوی و یکپارچه داشته باشدو

## دوازده اصل چابکی
12 اصل انعطاف‌پذیر مانیفست (Manifesto) چابک وجود دارد که به در سه بخش فرایند، افراد و سایر گروه بندی می‌شوند.

### فرایند
1. بالاترین اولویت ما این است که مشتری را از طریق تحویل اولیه و مداوم نرم‌افزار قابل استفاده، راضی نگه داریم.
2. پذیرای تغییر نیازمندی‌ها ولو در پایان توسعه هستیم. چابکی فرایندها، تغییر را برای مزیت رقابتی مشتری تهیه می‌کند.
3. دوره‌های تحویل نرم‌افزار اغلب، از چند هفته تا چند ماه، با اولویت به زمان کوتاه‌تر است.
4. نرم‌افزار کارکننده، معیار اصلی پیشرفت است.

### افراد
5. فرایندهای چابک ترویج توسعه پایدار است. حامیان، توسعه دهندگان، و کاربران باید بتوانند سرعت ثابت را به‌طور نامحدود حفظ کنند.
6. افراد کسب و کار و توسعه دهندگان باید در طول پروژه با یکدیگر همکاری کنند.
7. ساخت پروژه‌ها نزدیک افراد با انگیزه. به آن‌ها فضا و پشتیبانی لازم را داده و به آن‌ها اعتماد کنید تا کار را انجام دهند.

### سایر
8. روش کارآمد و مؤثر انتقال اطلاعات مُباحثه چهره به چهره است.
9. در فواصل منظم، تیم در مورد چگونه مؤثرتر شدن تامل می‌کند، سپس رفتار خود را وفق می‌دهند و سازگار می‌شوند.
10. توجه مداوم به برتری فنی و طراحی خوب باعث افزایش چابکی می‌شود.
11. سادگی - هنر به حداکثر رساندن میزان کار انجام نشده - ضروری است.
12. بهترین معماری، الزامات و طرح‌ها از تیم‌های خود سازماندهی پدیدار می‌شود.

## مدل هوش تجاری و مشخصه آن اهداف
Kernochan، در مطالعه دو ساله خود از روندهای هوش تجاری سازمان، با مدل زیر و اهداف خاص آن آمد: 
1. ورود اطلاعات - دقت
2. تثبیت داده‌ها - سازگاری
3. جمعآوری اطلاعات - دامنه
4. اهدف قرار دادن اطلاعات - مناسب است
5. تحویل اطلاعات - به موقع بودن
6. تجزیه و تحلیل اطلاعات - تجزیه و تحلیل

### مسائل مشترک
مطالعات Kernochan  نشان داد مسائل زیر جزو مسائل مشترک با فرایندهای هوش تجاری اشت.
- 20٪ از داده‌ها دارای خطا در آن است (دقت)
- 50٪ داده‌ها متناقض است (سازگاری)
- به‌طور معمول 7 روز طول می‌کشد تا داده‌ها به کاربر نهایی برسد (به موقع بودن)
- امکان انجام پرس و جوی متقابل پایگاه داده در 70٪ از اطلاعات شرکت (محدوده) امکان‌پذیر نیست
- 65٪ از زمان، مدیران اطلاعات مورد نیاز خود را (مناسب) دریافت نمی‌کنند
- 60٪ از زمان، کاربران نمی‌توانند تجزیه و تحلیل آنلاین فوری را از آن‌ها دریافت کنند (تجزیه و تحلیل)
- 75٪ از منابع جدید کلیدی اطلاعاتی که در سطح وب قرار دارند، در طول سال به کاربران منتقل نمی‌شود (چابکی)

نهایتاً نتیجه‌گیری کرد که اضافه کردن چابکی به اطلاعات کسب و کار موجود، مشکلات را به حداقل می‌رساند. سازمان‌ها به آرامی تلاش می‌کنند کل فرایندهای سازمان را به روش‌شناسی و توسعه چابک تبدیل کنند. هوش تجاری چابک نقش بزرگی در موفقیت شرکت ایفا خواهد کرد، زیرا "بر ادغام با توسعه سریع و نوآوری" تأکید دارد.

## بهبود چابکی هوش تجاری
عوامل متعددی وجود دارد که بر موفقیت چابکی هوش کسب و کار تأثیر می‌گذارد.

### ورود اطلاعات
20٪ از داده‌ها نادرست است و حدود 50٪ ناسازگار است و این تعداد با نوع جدید داده افزایش می یابد. پردازش‌ها باید مجدداً بررسی و اصلاح شوند تا خطاهای ورود داده‌ها به حداقل برسد.

### تثبیت اطلاعات
اغلب شرکت‌ها دارای فروشگاه‌های چندگانه هستند و اطلاعات در فروشگاه‌های چندگانه مختلف پراکنده هستند. "تئوری چابکی بر کشف خودکار هر منبع داده جدید و ارتقاء خودکار مخازن ابرداده به‌طور خودکار اطلاعات جدید تکیه دارد."

### گردآوری اطلاعات
یک فرایند برای جمع‌آوری تعداد زیادی از منابع داده و نمایش گزارش خلاصه‌ای از آن‌ها است. پردازش تحلیلی آنلاین (OLAP) یک نوع ساده از ابزار گرداوری اطلاعات است که معمولاً استفاده می‌شود.

### ارائه اطلاعات
یکی از مهم‌ترین وظایف هوش تجاری چابک این است که داده‌های مناسب را در زمان مناسب به فرد مناسب ارسال کند. داده‌های تاریخی نیز باید برای مقایسه عملکرد فعلی با گذشته حفظ شود.

### تجزیه و تحلیل اطلاعات
یکی از بزرگترین مزایای هوش تجاری چابک در بهبود تصمیم‌گیری کاربران آن است. هوش تجاری چابک باید بر روی ابزارهای تجزیه و تحلیل تمرکز کند که فرایند عملیاتی یا پیشرفت محصول جدید را بهبود بخشد. رویکرد هوش تجاری چابک موجب صرفه جویی در پول، زمان و منابع مالی شرکت خواهد شد که در غیر این صورت برای ساخت یک انبار داده سنتی با استفاده از روش آبشاری صرفه جویی نخواهیم داشت.

## چک لیست چابکی در هوش تجاری
- یک تیم از توسعه دهندگان و نمایندگان کسب و کار باید همکاری کنند
- همکاران ذی‌نفع کسب و کار یا همکاران فنی خود را برای نشان دادن کسب و کار انتخاب کنید
- شناسایی و اولویت بندی داستان‌های کاربر مناسب و یا الزامات برای ارجاع در طول یک پروژه اولیه
- ارزیابی انواع ابزار ارائه هوش تجاری چابک که می‌توانند با انبار داده‌های موجود و محیط هوش تجاری شما یکپارچه شوند
- آغاز فرایند تکرار توسعه

## مزایای استفاده از هوش تجاری چابک
هوش تجاری چابک کاربران خود را به سمت هوش تجاری سلف سرویس سوق می‌دهد. هوش تجاری چابک به سازمان ها انعطاف‌پذیری در شرایط تحویل، پذیرش کاربر وبازده سرمایه‌گذاری را پیشنهاد می‌کند.

### سریع تر در تحویل
با استفاده از روش چابک، محصول در چرخه توسعه کوتاه‌تر با چندین تکرار تحویل داده می‌شود. هر تکرار یک نرم‌افزار کاری است و می‌تواند برای تولید مستقر شود.

### افزایش پذیرش کاربر
در یک محیط توسعه پایدار، فناوری اطلاعات و کسب و کار با هم (اغلب در همان اتاق)، نیازهای کسب و کار را در هر تکرار بهبود می‌بخشد. "این باعث می‌شود پذیرش کاربر را با توجه به نیازهای متداول کاربر حرفه ایِ غیر فنی، افزایش دهد و منجر به تعامل با کاربر نهایی شود و موجب افزایش نرخ پذیرش کاربر گردد"

### افزایش بازده سرمایه‌گذاری
سازمان‌ها می‌توانند به افزایش نرخ بازده (ROI) به علت چرخه‌های توسعه کوتاهتر دست یابند. 